# José Antonio Camacho
José Antonio Camacho Alfaro (Cieza, 1955. június 8. –) spanyol válogatott labdarúgó, edző.
A spanyol labdarúgó-válogatott tagjaként részt vett az 1982-es és az 1986-os világbajnokságon, illetve az 1984-es és az 1988-as Európa-bajnokságon.
A spanyol labdarúgó-válogatott szövetségi kapitánya volt a 2000-es Európa-bajnokságon és a 2002-es világbajnokságon.

## Sikerei, díjai

### Játékosként
- Real Madrid:
  - UEFA-kupa: 1984–85, 1985–86
  - Spanyol bajnokság: 1974–75, 1975–76, 1977–78, 1978–79, 1979–80, 1985–86, 1986–87, 1987–88, 1988–89
  - Copa Del Rey : 1973–74, 1974–75, 1979–80, 1981–82, 1988–89
  - Copa de la Liga: 1985
  - Spanyol szuperkupa: 1988, 1989

### Menedzserként
- SL Benfica:
  - Portugál kupa: 2003–04